# Anne Charles Léonor de Roncherolles
Anne Charles Léonor de Roncherolles est un homme politique français né le 2 mars 1766 à Daubeuf-près-Vatteville et mort le 8 février 1840 à Paris.

## Biographie
Entré dans l'armée en 1781, il émigre en 1791 et est nommé colonel lors de la Première Restauration puis maréchal de camp en 1828. 
Il possède à la mort de son père, comte de Roncherolles, le château de Heuqueville où il réside. 
Il est député de l'Eure de 1815 à 1816 et de 1820 à 1830, siégeant dans la majorité soutenant les ministères de la Restauration.

## Sources
- « Anne Charles Léonor de Roncherolles », dans Adolphe Robert et Gaston Cougny, Dictionnaire des parlementaires français, Edgar Bourloton, 1889-1891 [détail de l’édition]